# Thomas Cleland Dawson
Thomas Cleland Dawson (* 30. Juli 1865 in Hudson, Wisconsin; † 1. Mai 1912 in Washington, D.C.) war ein US-amerikanischer Diplomat und Jurist.

## Leben
Seine Eltern waren Allan Dawson und Anna Cleland. Sein Vater wurde in Clackmannanshire, Schottland geboren. Sein Sohn Allan (* 16. Februar 1903 in Washington, D.C.; † 15. Oktober 1949) war von 1926 bis 1927 stellvertretender Konsul der USA in Hamburg.
Thomas Cleland Dawson machte eine Ausbildung am Hanover College und der Cincinnati Law School, zum Rechtsanwalt. Er verlegte eine Zeitung und war von 1891 bis 1894 Mitarbeiter des Generalstaatsanwaltes in Iowa. Er trat 1897 in den diplomatischen Dienst ein. Er wurde dort als Troubleshooter eingesetzt. 1891 wurde er Legationsrat beim Botschafter der USA in Rio de Janeiro. Dawson heiratete 1897 Luisa Guerra Duval aus Porto Alegre.
Von 1904 bis 1907 war er Botschafter der Vereinigten Staaten in der Dominikanischen Republik bei den Präsidenten Carlos Felipe Morales und Ramón Cacéres. 1906, 1907 war die Stimmung in der Dominikanischen Republik aufgebracht. US-Präsident Theodore Roosevelt schlug eine Vereinbarung vor, nach der die Zollverwaltung unter US-Kontrolle gestellt werden sollte, die Dawson aushandelte. 1907 wurde ein Handelsabkommen zwischen den Regierungen der Vereinigten Staaten und der Dominikanischen Republik abgeschlossen.
Von 1907 bis 1909 war er Botschafter der USA in Kolumbien. 1909 war er Botschafter in Chile. Im Rahmen seines Engagements für das Eintreiben von Schulden für die Alsop & Co verließ er 1909 demonstrativ seinen Botschafterposten bei der Regierung von Chile.
1910 war er Botschafter in Panama.

## Verhandlungen zu Nicaragua 1910
Dawson kam am 18. Oktober 1910 zu den Verhandlungen über die zukünftigen Regierungen von Nicaragua und deren Rolle, auf ein US-Kriegsschiff im Hafen von Corinto. Am 27. Oktober 1910 unterzeichneten nicaraguanische Regierungsvertreter: Juan José Estrada, der Außenminister Adolfo Díaz, Kriegsminister Luís Mena Solórzano und Emiliano Chamorro Vargas ein Konvolut einseitiger Verpflichtungserklärungen, welche allgemein als Pactos Dawson bekannt sind, obwohl Thomas C. Dawson sie nicht unterzeichnet hat.

## Verhandlungen zu Honduras 1911
Bei einem Aufstand gegen Miguel R. Dávila, welcher zu einer US-Intervention führte, war Dawson 1911 Mediator zwischen den verfeindeten Parteien in der Bucht von Puerto Cortés auf dem Panzerkreuzer USS Tacoma (CL-20).

## Veröffentlichungen
- The South American Republics G. P. Putnam’s Sons 1910